# Alexandre Berthier de Grandry
Pour les articles homonymes, voir Berthier.
Alexandre Berthier de Grandry, né le 20 août 1745 à Châtel-Censoir (Yonne), mort le 9 janvier 1832 à Châtel-Censoir (Yonne), est un colonel français de la Révolution et de l’Empire.

## Biographie

### Origines familiales
Alexandre Berthier de Grandry naît en 1745 dans une famille bourguignonne, à Châtel-Censoir, petite commune rurale du pays Vézelien. Sa famille ne possédant ni acte d'anoblissement ni maintenue en la noblesse, elle produisit en 1754, devant le généalogiste d'Hozier, un certificat de noblesse signé par quatre gentilshommes ainsi que divers actes civils avec qualifications nobles,. Ceci permit à plusieurs membres de la famille d'entrer alors dans diverses institutions réservées à la noblesse,.

### Carrière militaire
Alexandre Berthier de Grandry sort le 12 avril 1764 de l’école militaire de Paris, avec la croix de chevalier de l'Ordre de Saint-Lazare et de Notre-Dame du Mont-Carmel, et le 10 mars 1767, il est admis à l’école d’artillerie de La Fère, d’où il sort avec le grade de lieutenant, le 23 janvier 1777 pour rejoindre le régiment d’artillerie de Metz.
Le 9 mai 1778, il est nommé capitaine par commission, et le 3 juin suivant capitaine en second en résidence. Le 19 avril 1782, il obtient le commandement d’une compagnie de sapeurs, puis de bombardiers le 1er septembre 1783, et enfin de canonniers le 11 juin 1786. Il est fait chevalier de Saint-Louis le 15 janvier 1791.
Il est promu au grade de lieutenant-colonel le 7 septembre 1792, au 2e régiment d’artillerie, puis peu après au 6e régiment d’artillerie. Il sert en 1792 et 1793, aux armées d’Italie et des Pyrénées. Le 29 août 1793, à l’affaire de Cornelia, il est fait prisonnier de guerre par les espagnols, et il est échangé le 8 décembre 1795.
En avril 1796, il est nommé commandant en second, avec le grade de chef de brigade, de l’artillerie de l’armée du Nord sous les ordres du général Beurnonville, puis il passe sous les ordres du général Moulin à l’armée de l’Intérieur.
De mars 1798 au 20 juillet 1800, il remplit à Paris les fonctions de directeur d’artillerie. Placé à la tête d’une division de l’armée d’Italie, sous Masséna et Brune, il est nommé commandant du 7e régiment d’artillerie à pied le 28 novembre 1800. Il se fait remarquer le 25 décembre suivant à la bataille de Monzambano sur les bords du Mincio, par l’habileté avec laquelle il dirige l’artillerie. Le 24 avril 1801, il devient directeur d’artillerie à Turin, où sa femme décède, et le 3 octobre 1802, il occupe le même poste à Brescia. Il est fait chevalier de la Légion d’honneur le 11 décembre 1803, et officier de l’ordre le 14 juin 1804.
Il est admis à la retraite le 21 août 1805. En 1809, il est employé temporairement à Bruxelles, avant d’être réadmis à la retraite.
Il meurt le 9 janvier 1832, à Châtel-Censoir (Yonne), ville dans laquelle il occupa la fonction de maire. Sa tombe se trouve au cimetière de Nuits-Saint-Georges.

## Sources
- A. Lievyns, Jean Maurice Verdot, Pierre Bégat, Fastes de la Légion-d'honneur, biographie de tous les décorés accompagnée de l'histoire législative et réglementaire de l'ordre, Tome 3, Bureau de l’administration, 1844, 529 p. (lire en ligne), p. 86.
- « Cote LH/211/49 », base Léonore, ministère français de la Culture
- Danielle Quintin et Bernard Quintin, Dictionnaires des colonels de Napoléon, S.P.M., 2013 (ISBN 9782296538870), p. 96
- Léon Hennet, Etat militaire de France pour l’année 1793, Siège de la société, Paris, 1903, p. 123.
- Alex Mazas, Histoire de l'ordre royal et Militaire de Saint-Louis depuis son institution, jusqu'en 1830, Tome 3, Firmin Didot frère, Paris, 1860, p. 128.